# Linka Tanvald–Smědava

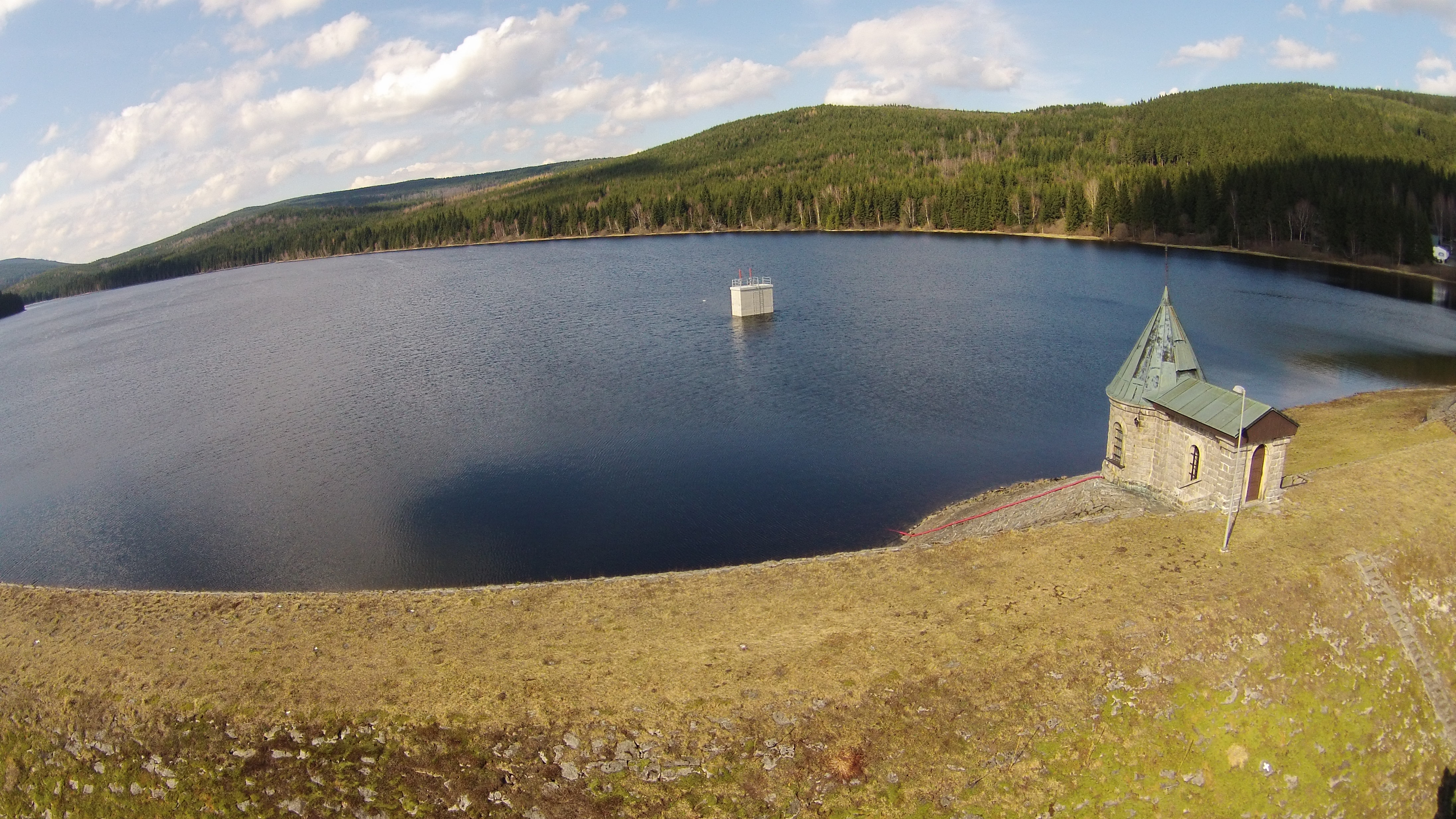
Autobusová linka vedla kolem vodní nádrže Souš

Linka Tanvald–Smědava bylo spojení veřejné autobusové dopravy v Jizerských horách na severu České republiky v Libereckém kraji. Jeho trasa spojovala město Tanvald, Desnou a následně po silnici číslo II/290 vedla podél vodní nádrže Souš k horské chatě Smědava ležící v katastru obce Bílý Potok. Problematickým se stal úsek trasy kolem vodní nádrže, kde se silnice v zimních měsících z důvodu rizika znečištění nádrže neuklízí, neboť lapoly, jež silnici lemují a jež by případné unikající provozní kapaliny z automobilů zachytily, zamrzají. Ve zbylé části roku tudy smějí jezdit pouze automobily do hmotnosti 3,5 tuny. Proto byla linka zajišťována autobusem na alternativní pohon. Sice se původně zvažoval plyn, nicméně nakonec se zvolilo řešení elektromotoru. Autobus měl kapacitu 29 míst pro cestující, v poměru 16 míst k sezení a 13 k stání, a s ohledem na svou nízkopodlažnost umožňoval i převoz invalidů či dětských kočárků. Jeho pořízení si vyžádalo výdaj ve výši 100 tisíc korun. Provoz zajišťovala společnost ČSAD Liberec a autobus vyjížděl pouze během víkendů. Prvně se tak stalo 3. srpna 2019, kdy autobus řídil Jaroslav Bzdil. Pokud autobus nebyl zcela naplněn, zvládal trasu členitým terénem bez problémů. Pokud by se začal motor přehřívat, musela by být doprava na dvě či tři minuty přerušena, než teplota motoru klesne a může se pokračovat dále.
Ve zkušebním provozu byla linka do konce letních školních prázdnin roku 2019, tedy jeden měsíc, a vždy během dne jely postupně tři spoje tam a tři nazpět. Od zahájení provozu se zájem cestujících o spoj v průběhu času zvyšoval, takže se stávalo, že množství čekajících převyšoval kapacitu vozidla a ne všichni tak mohli být obslouženi. Plné naplnění autobusu navíc mělo za následek, že se vozu při cestě na Smědavu během jízdy několikrát přehřál motor a musel proto vyčkat, než jeho teplota klesne, aby mohl pokračovat dále. Přerušování cesty přestávkami kvůli vychladnutí motoru i malá kapacita vozidla zapříčinily při zpětném vyhodnocování provozu linky, že přes její poptávku mezi turisty nebude spojení elektrobusem v dalších letech obnoveno. Představitelé Libereckého kraje, který provoz autobusové linky financoval, by na ní chtěli provozovat vozidla s pohonem na zemní plyn (CNG). Linka by se pak mohla prodloužit, a to na tanvaldské straně až do Harrachova a za Smědavou až do Frýdlantu. Navíc Jaroslav Zeman, starosta Albrechtic v Jizerských horách, v sousedství jejich katastru linka vedla, by navíc rád zřídil u soušské přehrady zastávku, z níž by se turisté pohodlně dostali k torzu Protržené přehrady. Hejnický starosta Jaroslav Demčák navrhoval realizovat provoz linky autobusy se vznětovým motorem, neboť podle něj mohou po silnici kolem přehrady jezdit terénní automobily SUV, jež mají objem svých nádrží obdobný jako autobusy, takže by proto průjezd autobusu nevytvářel zvýšené ekologické riziko znečištění vody v nádrži oproti stávajícímu provozu.